# Desmodium velutinum
Desmodium velutinum är en ärtväxtart som först beskrevs av Carl Ludwig von Willdenow, och fick sitt nu gällande namn av Dc. Desmodium velutinum ingår i släktet Desmodium och familjen ärtväxter.

## Underarter
Arten delas in i följande underarter:
- D. v. longibracteatum
- D. v. velutinum

## Bildgalleri

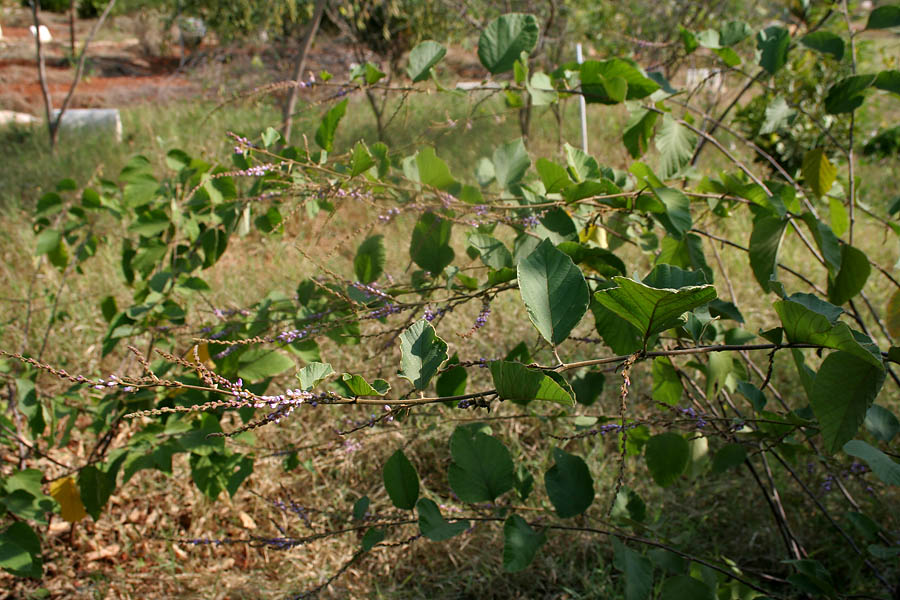
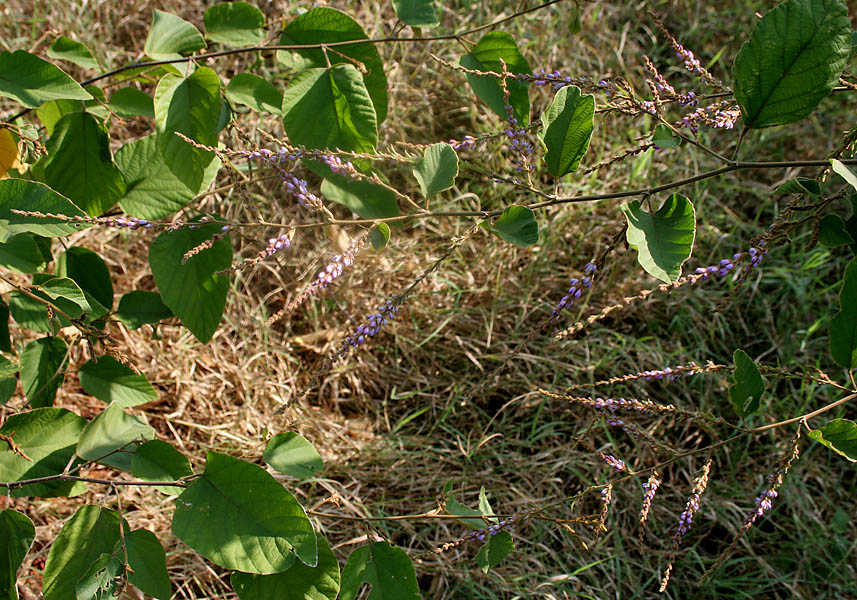
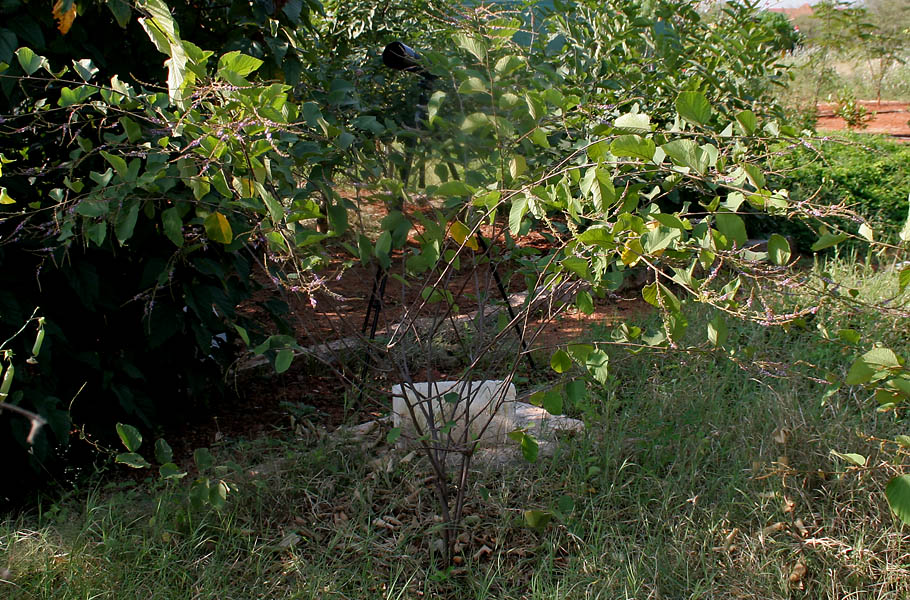
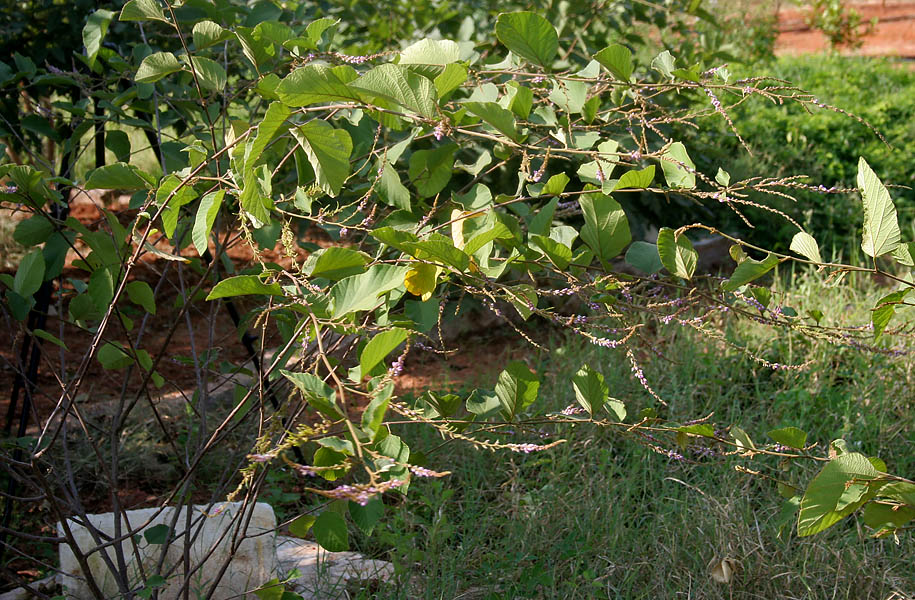